# Station Rosult
Station Rosult is een spoorwegstation in de Franse gemeente Rosult. Het bevindt zich in het gehucht Galmont en staat langs de spoorlijn Fives - Hirson.